# أوبيبرامول
أوبيبرامول (بالإنجليزية: Opipramol)، وهو العقار الذي يباع تحت الاسم التجاري انسيدون. من بين أمور أخرى، هو مضاد للقلق ومضاد للاكتئاب يستخدم في جميع أنحاء أوروبا. على الرغم من كونه كيميائيا وثلاثية الحلقات ثنائي بنزازيبين (بالإنجليزية: iminostilbene) مشتق مماثلة ل إيميبرامين، أوبيبرامول ليس المانع مثبطات إعادة امتصاص مثل معظم مضادات الاكتئاب ثلاثية الحلقات الأخرى، وبدلا من ذلك، بشكل فريد بين مضادات الاكتئاب، ويعمل في المقام الأول باعتباره سيغما مستقبلات ناهض. تم تطويره من قبل شندلر وبلاتنر في عام 1961. 

## الاستخدامات الطبية
يستخدم أوبيبرامول عادة في علاج اضطراب القلق العام واضطرابات الشكل الجسدي.

## موانع
- في المرضى الذين يعانون من فرط الحساسية للأوبيبرامول أو أي مكون آخر من مكونات المستحضر.
- الكحول الحاد، المسكنات، المسكنات، والتسمم المضاد للاكتئاب.
- احتباس البول الحاد.
- الهذيان الحاد.
- الزرق ضيق الزاوية غير المعالج.
- تضخم البروستاتا الحميد مع احتباس البول المتبقي.
- العلوص الشللي.
- وجود انسداد أذيني بطيني عالي الدرجة موجود مسبقًا أو اضطرابات توصيل تحفيز فوق البطين أو فوق بطينية منتشرة.
- الدمج مع مثبط أوكسيديز أحادي الأمين.

### الحمل والرضاعة
لم تشر الدراسات التجريبية على الحيوانات إلى الآثار الضارة للأوبيبرامول على النمو الجنيني أو الخصوبة. يجب أن يوصف أوبيبرامول فقط أثناء الحمل، خاصة في الأشهر الثلاثة الأولى، لإعطاء إشارة مقنعة. لا يستخدم أثناء الإرضاع والرضاعة لأنه ينتقل إلى حليب الأم بكميات قليلة.

## آثار جانبية
في كثير من الأحيان (≥1٪ إلى <10٪) أبلغ عن ردود فعل سلبية مع أوبيبرامول، خاصة في بداية العلاج، تشمل التعب، جفاف الفم، انسداد الأنف، انخفاض ضغط الدم، وعدم انتظام الانتصاب.
ردود الفعل السلبية التي أبلغ عنها في بعض الأحيان (0.1٪ إلى <1٪) تشمل الدوخة، والذهول، واضطرابات التبول، واضطرابات الإقامة، والرعشة، وزيادة الوزن، والعطش، وتفاعلات الجلد التحسسية (الطفح الجلدي، والأرتكاريا)، والقذف غير الطبيعي، والعجز الجنسي، والإمساك، والزيادات العابرة في إنزيمات الكبد، عدم انتظام دقات القلب، والخفقان .
نادرًا (0.01٪ إلى <0.1٪) ردود فعل سلبية تشمل الإثارة، والصداع، وتنمل خاصة عند المرضى المسنين، والأرق، والتعرق، واضطرابات النوم، والوذمة، وسيلان اللبن، وانسداد البول، والغثيان والقيء، وحالات الانهيار، والتحفيز، والاضطرابات التي تحدث، والتكثيف. من قصور القلب الحالي، تغيرات في شكل الدم خاصة قلة الكريات البيض، والارتباك، والهذيان، وآلام المعدة، واضطراب التذوق، والعلوص الشللي خاصة مع التوقف المفاجئ عن العلاج بجرعة عالية طويلة الأمد.
نادرا جدا (<0.01٪) عن تشمل ردود الفعل السلبية المضبوطات، الاضطرابات الحركية (تعذر الجلوس، خلل الحركة، وترنح)، اعتلال الأعصاب، الزرق، والقلق، وفقدان الشعر، ندرة المحببات، ضعف الكبد الحاد بعد العلاج على المدى الطويل، واليرقان، وتلف الكبد المزمن.

## جرعة مفرطة
تشمل أعراض التسمم بالجرعة الزائدة النعاس، والأرق، والذهول، والإثارة، والغيبوبة، والارتباك العابر، والقلق المتزايد، والرنح، والتشنجات، وقلة البول، وانقطاع البول، وعدم انتظام دقات القلب أو بطء القلب، وعدم انتظام ضربات القلب، وإعاقة إيه في، وانخفاض ضغط الدم، والصدمة، والاكتئاب التنفسي، ونادرًا، توقف القلب.
نظرًا لعدم معرفة أي ترياق للجرعة الزائدة من مضادات الاكتئاب ثلاثية الحلقات، يظل علاجها داعمًا إلى حد كبير. يجب تسهيل إزالة الدواء عن طريق القيء أو غسل المعدة. يجب مراقبة وظائف القلب والأوعية الدموية بشكل مستمر لمدة 48 ساعة على الأقل. يجب معالجة عدم انتظام ضربات القلب على أساس كل حالة على حدة باستخدام جهاز تنظيم ضربات القلب المناسب وتصحيح عدم انتظام التمثيل الغذائي، وخاصة اختلال توازن الكهارل. يجب معالجة الفشل التنفسي عن طريق التنبيب والتنفس الاصطناعي. يجب معالجة التشنجات بمضادات الاختلاج (ديازيبام عادةً)، مع مراقبة أي تفاقم في اكتئاب الجهاز العصبي المركزي. يمكن علاج انخفاض ضغط الدم بافتراض وضعية الاسترداد المقابلة، عن طريق زيادة حجم البلازما بحقن المحلول الملحي، أو بواسطة ضواغط، مثل الأدرينالين أو الدوبوتامين.

## التفاعلات
يمكن وصف أوبيبرامول مع أدوية نفسية أخرى، مثل مضادات الاكتئاب ومزيلات القلق ومضادات الذهان، وفي هذه الحالة يمكن أن يتفاعل معها. تكون معظم التفاعلات الإشكالية بشكل عام مضافة أو تآزرية، بحيث عندما يتم الجمع بين الأدوية، تزداد آثارها حدة، والتي تظهر عادةً على أنها زيادة في الآثار الجانبية، ولكنها قد تكون أيضًا خطيرة، اعتمادًا على الأدوية المستخدمة.
في حين أن أوبيبرامول ليس مثبطًا لاسترداد أحادي الأمين، يجب إيقاف أي مثبطات أكسيداز أحادي الأمين لا رجعة فيها قبل 14 يومًا على الأقل من العلاج. يمكن أن يتنافس أوبيبرامول مع (TCAs) الأخرى، وحاصرات بيتا، ومضادات اضطراب النظم (من الفئة 1 ج ) وعقاقير أخرى للإنزيمات الميكروسومية، مما قد يؤدي إلى تباطؤ عملية التمثيل الغذائي وتركيزات أعلى في البلازما لهذه الأدوية. يمكن أن يؤدي التناول المشترك لمضادات الذهان (مثل هالوبيريدول وريسبيريدون ) إلى زيادة تركيز البلازما للأوبيبرامول. من ناحية أخرى، يمكن أن تقلل الباربيتورات ومضادات الاختلاج تركيز البلازما للأوبيبرامول وبالتالي تضعف تأثيره العلاجي.

## علم العقاقير

### الديناميكا الدوائية
| موقع                                                                           | K i (نانومتر) | صنف     | المرجع               |
| ------------------------------------------------------------------------------ | ------------- | ------- | -------------------- |
| σ 1                                                                            | 0.2-50        | القوارض | [ 9 ] [ 10 ] [ 11 ]  |
| σ 2                                                                            | 110           | ND      | [ 12 ]               |
| SERT                                                                           | ≥2200         | جرذ/؟   | [ 13 ] [ 14 ] [ 15 ] |
| NET                                                                            | ≥700          | جرذ/؟   | [ 13 ] [ 14 ] [ 15 ] |
| DAT                                                                            | ≥ 3000        | جرذ/؟   | [ 13 ] [ 14 ] [ 15 ] |
| 5-HT 1A                                                                        | > 10000       | ؟       | [ 15 ]               |
| 5-HT 2A                                                                        | 120           | ؟       | [ 15 ]               |
| 5-HT 2C                                                                        | ND            | ND      | ND                   |
| α 1                                                                            | 200           | ؟       | [ 15 ]               |
| α 2                                                                            | 6،100         | ؟       | [ 15 ]               |
| د 1                                                                            | 900           | جرذ     | [ 11 ]               |
| د 2                                                                            | 120 - 300     | جرذ     | [ 15 ] [ 11 ]        |
| ح 1                                                                            | 6.03          | بشر     | [ 16 ]               |
| ح 2                                                                            | 4،470         | بشر     | [ 16 ]               |
| ح 3                                                                            | 61.700        | بشر     | [ 16 ]               |
| ح 4                                                                            | > 100000      | بشر     | [ 16 ]               |
| mACh                                                                           | 3300          | ؟       | [ 15 ]               |
| NMDA / PCP                                                                     | > 30000       | جرذ     | [ 11 ]               |
| القيم هي K i (نانومتر). كلما كانت القيمة أصغر، زادت قوة ارتباط الدواء بالموقع. |               |         |                      |

يعمل أوبيبرامول كما عالية تقارب سيجما مستقبلات ناهض، في المقام الأول من σ 1 النوع الفرعي، ولكن أيضا من σ 2 النوع الفرعي مع انخفاض تقارب.  في دراسة واحدة من σ مستقبلات 1 بروابط التي شملت أيضا هالوبيريدول، بنتازوسين، (+) - 3-PPP، ديتوليل جوانيدين، دإكسترومثورفن، SKF-10047 ((±) -الازوسين)، افينبروديل، البروجسترون، وغيرها، وأظهر أوبيبرامول أعلى النسب (K i = 0.2–0.3) لمستقبل 1 لخنزير غينيا لجميع الروابط المختبرة باستثناء هالوبيريدول، والتي كانت متساوية معها تقريبًا.  يُعتقد أن ناهض مستقبلات سيجما للأوبيبرامول مسؤول عن فوائده العلاجية ضد القلق والاكتئاب.  
على عكس مضادات الاكتئاب ثلاثية الحلقات الأخرى، لا يمنع أوبيبرامول إعادة امتصاص السيروتونين أو النوربينفرين. ومع ذلك، فإنه يعمل كمضاد تقارب عالي لمستقبلات الهيستامين H 1، وهو مضاد تقارب منخفض إلى متوسط لمستقبلات الدوبامين D 2، والسيروتونين 5-HT 2، ومستقبلات ألفا 1 الأدرينالية.  عداء مستقبلات H 1 مسؤول عن تأثيرات مضادات الهيستامين والآثار الجانبية المهدئة المصاحبة لها.  على النقيض من مضادات الاكتئاب ثلاثية الحلقات الأخرى، فإن الأبيبرامول لديه تقارب منخفض جدًا لمستقبلات الأسيتيل كولين المسكارينية ولا يوجد فعليًا تأثيرات مضادة للكولين. 
مستقبلات سيجما هي مجموعة من البروتينات الموجودة في الشبكة الإندوبلازمية. تلعب مستقبلات σ 1 دورًا رئيسيًا في تقوية تعبئة الكالسيوم داخل الخلايا وبالتالي تعمل كمستشعر أو معدل لإشارات الكالسيوم. يؤدي شغل مستقبلات بيتا 1 بواسطة الناهضات إلى انتقال المستقبل من الشبكة الإندوبلازمية إلى المناطق المحيطية (الأغشية) حيث تتسبب مستقبلات البيتا 1 في إطلاق ناقل عصبي. يقال أن أوبيبرامول له تأثير ثنائي الطور، مع تحسن مبدئي سريع في التوتر والقلق والأرق يليه تحسن الحالة المزاجية لاحقًا. ومن ثم، فهو مزيل القلق مع عنصر مضاد للاكتئاب. بعد العلاج شبه المزمن بالأوبيبرامول، يتم تقليل تنظيم مستقبلات البيتا 2 بشكل كبير ولكن مستقبلات البيتا 1 ليست كذلك.

### الدوائية
وبسرعة وبشكل كامل أوبيبرامول استيعابها من قبل الجهاز الهضمي. التوافر البيولوجي للأوبيبرامول يصل إلى 94٪. بعد تناول 50 مرة عن طريق الفم mg، يتم الوصول إلى ذروة تركيز الدواء في البلازما بعد 3.3 ساعة وتصل إلى 15.6 نانوغرام/مل. بعد تناول جرعة واحدة عن طريق الفم 100 mg يتم الوصول إلى أقصى تركيز في البلازما بعد 3 ساعة وتصل إلى 33.2 نانوغرام / مل. تتراوح التركيزات العلاجية للأوبيبرامول من 140 إلى 550 نمول / لتر. تصل نسبة ارتباط بروتين البلازما إلى 91٪ تقريبًا ويبلغ حجم التوزيع 10 تقريبًا لتر / كغ. يتم استقلاب أوبيبرامول جزئيًا في الكبد إلى ديهيدروكسي إيثيلوبيبرامول. يحدث التمثيل الغذائي من خلال إنزيم CYP2D6. نصف العمر النهائي لها في البلازما هو 6-11 ساعة. يتخلص من حوالي 70٪ في البول و10٪ دون تغيير. يتخلص من الجزء المتبقي من خلال البراز.

## تاريخ
تم تطوير أوبيبرامول بواسطة نوفارتس.  ظهرت لأول مرة في الأدب عام 1952 وحصلت على براءة اختراع عام 1961.  تم تقديم الدواء لأول مرة للاستخدام في الطب في عام 1961.  كان أوبيبرامول واحدًا من أوائل مضادات الاكتئاب ثلاثية الحلقات التي تم طرحها، حيث تم تسويق إيميبرامين في الخمسينيات وتم تسويق الأميتريبتيلين في عام 1961. 

## المجتمع والثقافة

### أوبيبرامول على هيئة أقراص إنسيدون وبرامولان 50 مجم.أسماء عامة
أوبيبرامول هو اسم في الإنجليزية، الألمانية، الفرنسية، و الإسبانية الاسم العلمي للدواء والتي INN، BAN، وDCF، في حين أوبيبرامول هيدروكلوريد في USAN، BANM، و JAN.   اسمه العام (بالإيطالية: opipramolo) وفي (باللاتينية: opipramolum). 

### ماركات
يسوق أوبيبرامول تحت الأسماء التجارية ديبرينل ودينسيدون وإنسيدون وانسومين وانزيتون ونيسايدانا وأوبيبرام وأوبرامول وأوبريمول وبرامولان وسيمبرامول وغيرها.  